# Camboja nos Jogos Olímpicos de Verão de 2008
O Camboja competiu nos Jogos Olímpicos de Verão de 2008, em Pequim, na China.

## Desempenho

### Atletismo
Masculino
| Atleta      | Evento   | Preliminares | Preliminares | Quartas | Quartas | Semifinal | Semifinal | Final    | Final   |
| Atleta      | Evento   | Marca        | Posição      | Marca   | Posição | Marca     | Posição   | Marca    | Posição |
| ----------- | -------- | ------------ | ------------ | ------- | ------- | --------- | --------- | -------- | ------- |
| Hem Bunting | Maratona |              |              |         |         |           |           | 2h33m32s | 73º     |

Feminino
| Atleta       | Evento     | Preliminares | Preliminares | Quartas     | Quartas     | Semifinal   | Semifinal   | Final       | Final       |
| Atleta       | Evento     | Marca        | Posição      | Marca       | Posição     | Marca       | Posição     | Marca       | Posição     |
| ------------ | ---------- | ------------ | ------------ | ----------- | ----------- | ----------- | ----------- | ----------- | ----------- |
| Titlinda Sou | 100 metros | 12s98        | 70º          | Não avançou | Não avançou | Não avançou | Não avançou | Não avançou | Não avançou |

### Natação
Masculino
| Atleta(s)       | Evento     | Eliminatórias | Eliminatórias | Semifinal   | Semifinal   | Final       | Final       |
| Atleta(s)       | Evento     | Tempo         | Posição       | Tempo       | Posição     | Tempo       | Posição     |
| --------------- | ---------- | ------------- | ------------- | ----------- | ----------- | ----------- | ----------- |
| Ponloeu Hemthon | 50 m livre | 27s39         | 79º           | Não avançou | Não avançou | Não avançou | Não avançou |

Feminino
| Atleta(s)      | Evento     | Eliminatórias | Eliminatórias | Semifinal   | Semifinal   | Final       | Final       |
| Atleta(s)      | Evento     | Tempo         | Posição       | Tempo       | Posição     | Tempo       | Posição     |
| -------------- | ---------- | ------------- | ------------- | ----------- | ----------- | ----------- | ----------- |
| Vitiny Hemthon | 50 m livre | 31s41         | 78º           | Não avançou | Não avançou | Não avançou | Não avançou |